# Elnaz Rekabi
Elnaz Rekabi (persa: الناز رکابی) (Zanjan, 20 de juliol de 1989) és una escaladora esportiva iraniana.
Entre el 2013 i el 2017 va guanyar diverses medalles en les disciplines de bloc i plom al Campionat Asiàtic d'escalada. El 2016 es va convertir en la primera escaladora esportiva professional de l'Iran a participar al Campionat del Món d'escalada organitzat per la Federació Internacional d'Escalada Esportiva (IFSC). Anteriorment, va trobar dificultats a casa, no podia trobar noies com a companyes d'entrenament i no se li permetia entrenar amb l'equip masculí de l'Iran. També va crear els seus propis vestits que li permetien portar el hijab, obligatori per a les dones des de la Revolució islàmica de 1979, i alhora poder escalar sense restriccions.
Va guanyar la medalla de bronze a la disciplina de plom del Campionat del Món d'escalada de 2021 a Moscou. Al Campionat Asiàtic d'escalada de 2022, disputat a l'octubre a Seül, va quedar quarta. Va participar en la competició sense el hijab obligatori segons la normativa moral iraniana. L'acció de protesta es va realitzar en el curs de les revoltes populars a l'Iran després de la mort de Mahsa Amini.
El 18 d'octubre de 2022, dos dies després de la participació en el torneig, es va perdre el contacte amb ella després que les autoritats li requisessin el passaport i el telèfon mòbil. Davant la incertesa, el portal de notícies Iran Wire va plantejar que va ser traslladada a l'ambaixada de l'Iran a Seül amb la garantia que el retorn al país es faria sense problemes de seguretat. No obstant això, després d'aterrar a l'Aeroport Internacional Imam Khomeini va ser ingressada a la presó d'Evin, a Teheran, per mandat de la secció d'intel·ligència del Cos de la Guàrdia Revolucionària Islàmica. Així mateix, aquests mateixos serveis d'intel·ligència van detenir al seu germà, David Rekabi. No obstant això, aquesta hipòtesi va perdre força quan el 19 d'octubre va aparèixer a l'esmentat aeroport amb la resta de l'expedició i mudada amb una gorra i un vel que li tapaven els cabells.
L'1 de desembre de 2022 va circular un vídeo per twitter en què s'apreciava els estralls de l'enderrocament de la seva residència familiar. Els activistes antigovernamentals van acusar les autoritats iranianes d'haver comès un acte de venjança mentre que l'agència de notícies Tasnim va assegurar que la motivació que hi havia al darrere va ser la manca de permís administratiu per a la construcció.